# ليزا باربوسيا
ليزا باربوسيا (بالإنجليزية: Lisa Barbuscia)‏ المعروفة أيضًا باسم (ليزا بي) هي عارضة أزياء ومغنية وممثلة أمريكية. ولدت في 18 يونيو 1971 في بروكلين نيويورك، الولايات المتحدة بروكلين، معروفة بأدوار صغيرة في عدة من الأفلام، منها: مذكرات بريدجيت جونز، وهايلاندر: إندجيم، وأبطال التقريب.

## روابط خارجية
- ليزا باربوسيا على موقع IMDb (الإنجليزية)
- ليزا باربوسيا على موقع ألو سيني (الفرنسية)
- ليزا باربوسيا على موقع ميوزك برينز (الإنجليزية)
- ليزا باربوسيا على موقع ميوزك برينز (الإنجليزية)
- ليزا باربوسيا على موقع أول موفي (الإنجليزية)
- ليزا باربوسيا على موقع قاعدة بيانات الأفلام السويدية (السويدية)
- ليزا باربوسيا على موقع ديسكوغز (الإنجليزية)
- ليزا باربوسيا على موقع قاعدة بيانات الفيلم (الإنجليزية)
- ليزا باربوسيا على موقع كينوبويسك (الروسية)